# Tres Tabernae
Tres Tabernae (łac. Dioecesis Trium Tabernarum) – stolica historycznej diecezji w Italii, erygowanej ok. roku 300, a włączonej w roku 870 w skład diecezji Velletri.
Współczesne miasto Cisterna di Latina w prowincji Latina we Włoszech. Obecnie katolickie biskupstwo tytularne ustanowione w 1970 przez papieża Pawła VI.

## Biskupi tytularni
| Lp. | Biskup                | Funkcja                              | Od                | Do               |
| --- | --------------------- | ------------------------------------ | ----------------- | ---------------- |
| 1   | Joseph Brendan Whelan | emerytowany biskup Owerri (Nigeria)  | 25 czerwca 1970   | 10 sierpnia 1976 |
| 2   | Émile Marcus          | biskup pomocniczy Paryża (Francja)   | 16 lutego 1977    | 15 kwietnia 1982 |
| 3   | Joseph Thomas O’Keefe | biskup pomocniczy Nowego Jorku (USA) | 3 lipca 1982      | 16 czerwca 1987  |
| 4   | John Mortimer Smith   | biskup pomocniczy Newark (USA)       | 20 listopada 1987 | 25 czerwca 1991  |
| 5   | Fiachra Ó Ceallaigh   | biskup pomocniczy Dublina (Irlandia) | 7 czerwca 1994    | 29 lipca 2018    |
| 6   | Tymon Chmielecki      | nuncjusz apostolski                  | 26 marca 2019     |                  |